# سان فرانسویل (ایلینوی)
سان فرانسویل، ایلینوی (به انگلیسی: St. Francisville, Illinois) یک شهر در ایالات متحده آمریکا با جمعیت ۷۵۹ نفر است که در ایلی‌نوی واقع شده‌است.

## موقعیت جغرافیایی
موقعیت جغرافیایی شهرها و مناطق اطراف به شرح زیر است: